# Kaze no La La La
"Kaze no La La La" (風のららら/La La La of the Wind) là đĩa đơn thứ 17 của Mai Kuraki được phát hành vào ngày 28 tháng 5 năm 2003

## Danh sách Track
Tất cả lời bài hát được viết bởi Mai Kuraki.
| CD  | CD                                    | CD         |
| STT | Nhan đề                               | Thời lượng |
| --- | ------------------------------------- | ---------- |
| 1.  | "Kaze no La La La"                    | 4:22       |
| 2.  | "Gonna Keep on Tryin’"                | 4:42       |
| 3.  | "Kaze no La La La: TV on air version" | 2:19       |
| 4.  | "Kaze no La La La: Feel the wind Mix" | 5:28       |
| 5.  | "Kaze no La La La: Instrumental"      | 4:22       |

## Tie-up
- Bài hát chủ đề mở đầu phim anime "Thám tử lừng danh Conan"

## Bảng xếp hạng

### Bảng xếp hạng doanh thu
| Phát hành           | Bảng xếp hạng                | Peak Position | Ngày đầu tiên/Doanh thu tuần | Tổng doanh thu | Chart Run |
| ------------------- | ---------------------------- | ------------- | ---------------------------- | -------------- | --------- |
| 28 tháng 5 năm 2003 | Oricon Daily Singles Chart   |               |                              |                |           |
| 28 tháng 5 năm 2003 | Oricon Weekly Singles Chart  | #3            | 60,652                       | 96,198         | 9 tuần    |
| 28 tháng 5 năm 2003 | Oricon Monthly Singles Chart |               |                              |                |           |
| 28 tháng 5 năm 2003 | Oricon Yearly Singles Chart  |               |                              |                |           |